# Станковани
Станковани (словац. Stankovany) — село, громада округу Ружомберок, Жилінський край. Кадастрова площа громади — 18.92 км².
Населення 1167 осіб (станом на 31 грудня 2018 року).

## Історія
Станковани згадуються 1425 року.

## Населення
| Рік:            | 1994. | 2004.   | 2014.   | 2024.   |
| --------------- | ----- | ------- | ------- | ------- |
| Кількість осіб: | 1297  | 1229    | 1196    | 1121    |
| Різниця:        |       | -5,24 % | -2,68 % | -6,27 % |

| Рік:            | 2023. | 2024.   |
| --------------- | ----- | ------- |
| Кількість осіб: | 1125  | 1121    |
| Різниця:        |       | -0,35 % |